# Rsync
rsync는 컴퓨터 시스템 상에서 파일을 효율적으로 전송하고 동기화하기 위한 유틸리티의 하나로, 파일의 타임스탬프와 크기를 검사함으로써 이루어진다. 파일 동기화와 파일 전송 프로그램으로 유닉스 계열 시스템과 함수에서 흔히 볼 수 있다. rsync 알고리즘은 델타 인코딩의 일종이며 네트워크 이용률을 최소화하기 위해 사용된다. Zlib을 사용하여 추가적인 데이터 압축을 하는데 사용할 수 있으며, SSH이나 stunnel은 데이터 보안을 위해 사용할 수 있다.
Rsync는 일반적으로 서로 다른 두 개의 시스템 간에 파일과 디렉터리를 동기화하기 위해 사용된다. 이를테면 rsync local-file user@remote-host:remote-file를 사용하면 rsync는 SSH를 사용하여 user 자격으로 remote-host에 접속하게 된다. 연결이 되면 원격 호스트의 rsync를 호출한 다음 두 개의 프로그램이 전송이 필요한 로컬 파일의 일부를 결정함으로써 원격 파일이 로컬 파일과 일치할 수 있게 된다.
Rsync는 데몬 모드로도 동작이 가능하며 네이티브 rsync 프로토콜로 파일을 서비스하고 수신할 수 있다. ("rsync://" 문법 사용).
GNU GPLv3로 배포되었다.

## rsync 응용 프로그램
| 프로그램        | 운영 체제 | 운영 체제 | 운영 체제 | 자유 소프트웨어 | 설명                                                               |
| 프로그램        | 리눅스    | macOS     | 윈도우    | 자유 소프트웨어 | 설명                                                               |
| --------------- | --------- | --------- | --------- | --------------- | ------------------------------------------------------------------ |
| Back In Time    | 예        | 아니요    | 아니요    | 예              |                                                                    |
| BackupAssist    | 아니요    | 아니요    | 예        | 아니요          | 직접 미러링 또는 히스토리, VSS와 함께.                             |
| cwRsync         | 아니요    | 아니요    | 예        | 아니요          | 시그윈 기반.                                                       |
| Grsync          | 예        | 예        | 예        | 예              | 리눅스 시스템의 rsync용 그래픽 인터페이스.                         |
| GS RichCopy 360 | 아니요    | 아니요    | 예        | 아니요          | MS 윈도우 워크스테이션과 서버용으로만 설계됨. (VSS 지원)           |
| LuckyBackup     | 예        | 예        | 예        | 예              |                                                                    |
| Rclone          | 예        | 예        | 예        | 예              | 10개 이상의 클라우드 스토리지 시스템 제공자를 지원하는 Rsync 클론. |
| Robocopy        | 아니요    | 아니요    | 예        | 아니요          | 비슷한 기능을 제공하는 윈도우 도구.                                |

## 같이 보기
- casync
- 원격 차분 압축
- TCP/UDP의 포트 목록